# Agathidium nigripenne
Agathidium nigripenne är en skalbaggsart som först beskrevs av Fabricius 1792.  Agathidium nigripenne ingår i släktet Agathidium, och familjen mycelbaggar. Arten är reproducerande i Sverige.